# مركز بيركمان للإنترنت والمجتمع
مركز بيركمان للإنترنت والمجتمع هو مركز أبحاث يقع في جامعة هارفارد يركز على دراسة الفضاء الإلكتروني. تأسس المركز في كلية الحقوق بجامعة هارفارد، وهو يركز بشكل أساسي على القضايا القانونية المتعلقة بالإنترنت. في 15 أيار (مايو) 2008، تم ترقية المركز إلى مبادرة بينية من جامعة هارفارد.